# Łakomowo
Łakomowo – (niem. Lakenhof) część wsi Mąkowarsko w Polsce położona w województwie kujawsko-pomorskim, w powiecie bydgoskim, w gminie Koronowo.
W latach 1975–1998 Łakomowo administracyjnie należało do województwa bydgoskiego.